# Діана Букаєва
Діана Букаєва (нар. 16 вересня 1991) — колишня латвійська тенісистка.

## Участь у Кубку Федерації

### Одиночний розряд
| Розіграш                                  | Стадія | Дата           | Місце                   | Супротивник | Покриття | Суперниця        | W/L | Рахунок  |
| ----------------------------------------- | ------ | -------------- | ----------------------- | ----------- | -------- | ---------------- | --- | -------- |
| 2007 Fed Cup Europe/Africa Zone Group III | R/R    | 27 квітня 2007 | Вакоас-Фенікс, Маврикій | Moldova     | Тверде   | Daniela Cociorba | W   | 6–4, 7–5 |

### Парний розряд
| Розіграш                                  | Стадія | Дата           | Місце                   | Супротивник | Покриття | Партнерка           | Суперниці                         | W/L | Рахунок            |
| ----------------------------------------- | ------ | -------------- | ----------------------- | ----------- | -------- | ------------------- | --------------------------------- | --- | ------------------ |
| 2007 Fed Cup Europe/Africa Zone Group III | R/R    | 25 квітня 2007 | Вакоас-Фенікс, Маврикій | Чорногорія  | Тверде   | Тріна Шлапека       | Даниця Крстаїч Vanja Radunović    | W   | 6–2, 6–4           |
| 2008 Fed Cup Europe/Africa Zone Group III | R/R    | 22 квітня 2008 | Єреван, Вірменія        | Zimbabwe    | Ґрунт    | Анастасія Севастова | Stacey Lock Charlene Tsangamwe    | W   | 6–0, 6–1           |
| 2008 Fed Cup Europe/Africa Zone Group III | R/R    | 24 квітня 2008 | Єреван, Вірменія        | Ісландія    | Ґрунт    | Тріна Шлапека       | Sandra Kristjánsdóttir Iris Staub | W   | 6–1, 6–1           |
| 2008 Fed Cup Europe/Africa Zone Group III | R/R    | 25 квітня 2008 | Єреван, Вірменія        | Норвегія    | Ґрунт    | Анастасія Севастова | Helene Auensen Емма Флуд          | W   | 6–7(5–7), 6–4, 7–5 |